# 当我们崛起时
《当我们崛起时》（英語：When We Rise）是一部由达斯汀·兰斯·布莱克撰寫并以文獻紀錄片的形式呈现，於2017年2月27日在ABC開播。
《当我们崛起时》记录了一个LGBT家庭中经历过的政治与生活上的奋斗、挫折以及胜利。他们帮助将民权运动从20世纪的动荡发展到如今难以预料的成功。这部纪录片从1969年的石墙暴动开始讲述LGBT权力运动的历史。

## 演员

### 主要角色
- 奧斯汀·P·麥肯齊（英语：Austin P. McKenzie）（少年）／蓋·皮爾斯（壯年） 飾演 克利夫·瓊斯（英语：Cleve Jones）

男同性戀者，LGBT运动家。
- 艾蜜莉·絲凱格斯（英语：Emily Skeggs）（少年）／瑪麗-露易絲·派克（壯年） 飾演 蘿瑪·蓋伊（英语：Roma Guy）

女同性戀者，女性主義者。
- 喬納森·梅傑斯（Jonathan Majors）（少年）／邁克·K·威廉士（壯年） 飾演 肯·瓊斯（Ken Jones）

非裔權利社運者，同性戀者，海軍。
- 菲歐娜·杜瑞夫（英语：Fiona Dourif）（少年）／瑞秋·葛瑞菲斯（英语：Rachel Griffiths）（壯年） 飾演 黛安（Diane）

蘿瑪的女友

### 常設角色
- 嘉莉·普雷斯頓（英语：Carrie Preston） 飾演 莎莉·米勒·吉爾哈特（英语：Sally Miller Gearhart）

基進女性主義者，LGBT運動家
- 艾芙莉·阿基諾（Ivory Aquino） 飾演 西西莉亞·鍾（英语：Cecilia Chung）

跨性別者運動家
- 凱文·麥克海爾 飾演 鮑比·坎貝爾（英语：Bobbi Campbell）

愛滋病運動家
- 迪倫·沃爾什 飾演 馬可斯·康南特（英语：Marcus Conant）

治療愛滋病的先驅皮膚科醫師
- 拉菲爾·迪·拉·富恩特（英语：Rafael de La Fuente） 飾演 里卡多（Ricardo）

克利夫的伴侶
- 琥碧·戈柏 飾演 派特·諾曼（英语：Pat Norman (activist)）

舊金山衛生部首位公開出櫃的女同性戀者
- 蘿西·歐唐納 飾演 黛兒·馬丁（英语：Del Martin and Phyllis Lyon）

美國首位女同性戀公民兼同性恋机构的联合创始人
- · 飾演 菲莉絲·里昂（英语：Del Martin and Phyllis Lyon）

黛兒的伴侶
- 丹尼斯·奧黑爾（英语：Denis O'Hare） 飾演 吉姆·福斯特（英语：Jim Foster (activist)）

首位公開出櫃的民主黨黨員
- 大衛·海德·皮爾斯 飾演 瓊斯（Jones）

精神科醫師，克利夫的父親。
- T·R·奈特 飾演 查德·格里芬（英语：Chad Griffin）

LGBT權利政治顧問
- 塔德·威克斯（Todd Weeks） 飾演 湯姆·阿米亞諾（英语：Tom Ammiano）

民主黨LGBT權利運動家
- 馬修·道爾·尼格羅（英语：Matthew Del Negro） 飾演 葛文·紐森（Gavin Newsom）

民主黨LGBT權利運動家
- 雅莉珊卓·格雷（英语：Alexandra Grey） 飾演 瑟薇兒（Seville）

- 威朗·貝利（英语：Willam Belli） 飾演 傑森（Jason）

- 李察·席夫 飾演 範恩·沃克（英语：Vaughn Walker）

- 查理·卡維爾 飾演 麥可（Michael）

同性戀者，海軍，肯的戀人，因戰爭而身亡。
- 羅伯·萊納

- 寶莉·普瑞特（英语：Pauley Perrette）

- 威廉·桑德勒

- 菲麗西亞·拉沙德

- 瑪麗·瑪寇梅可（英语：Mary McCormack）

- 亞歷斯·霍華（英语：Arliss Howard）

- 亨利·茲尼

- 巴薩扎·蓋提

## 集數
| 集數 | 標題               | 導演               | 編劇               | 播出日期      | 美國收視 （百萬） |
| ---- | ------------------ | ------------------ | ------------------ | ------------- | ----------------- |
| 1    | 第I部 Part I       | 葛斯·范·桑         | 達斯汀·蘭斯·布萊克 | 2017年2月27日 | 2.95              |
| 2    | 第II部 Part II     | 葛斯·范·桑         | 達斯汀·蘭斯·布萊克 | 2017年2月27日 | 2.95              |
| 3    | 第III部 Part III   | 迪·里斯            | 達斯汀·蘭斯·布萊克 | 2017年3月1日  | 2.02              |
| 4    | 第IV部 Part IV     | 迪·里斯            | 達斯汀·蘭斯·布萊克 | 2017年3月1日  | 2.02              |
| 5    | 第V部 Part V       | 湯馬士·施拉姆      | 達斯汀·蘭斯·布萊克 | 2017年3月2日  | 2.00              |
| 6    | 第VI部 Part VI     | 湯馬士·施拉姆      | 達斯汀·蘭斯·布萊克 | 2017年3月2日  | 2.00              |
| 7    | 第VII部 Part VII   | 達斯汀·蘭斯·布萊克 | 達斯汀·蘭斯·布萊克 | 2017年3月3日  | 2.07              |
| 8    | 第VIII部 Part VIII | 達斯汀·蘭斯·布萊克 | 達斯汀·蘭斯·布萊克 | 2017年3月3日  | 2.07              |

## 收視
| 集數 | 標題         | 播出日期      | 收視／份額 （18-49歲） | 收視 （百萬） | DVR （18-49歲） | DVR收視 （百萬） | 加總 （18-49歲） | 總收視 （百萬） |
| ---- | ------------ | ------------- | ---------------------- | ------------- | --------------- | ---------------- | ---------------- | --------------- |
| 1    | 第I部（Part I）    | 2017年2月27日 | 0.7/3                  | 2.95          | TBA             | TBA              | TBA              | TBA             |
| 2    | 第II部（Part II）   | 2017年2月27日 | 0.7/3                  | 2.95          | TBA             | TBA              | TBA              | TBA             |
| 3    | 第III部（Part III）  | 2017年3月1日  | 0.6/2                  | 2.02          | TBA             | TBA              | TBA              | TBA             |
| 4    | 第IV部（Part IV）   | 2017年3月1日  | 0.6/2                  | 2.02          | TBA             | TBA              | TBA              | TBA             |
| 5    | 第V部（Part V）    | 2017年3月2日  | 0.4/2                  | 2.00          | TBA             | TBA              | TBA              | TBA             |
| 6    | 第VI部（Part VI）   | 2017年3月2日  | 0.4/2                  | 2.00          | TBA             | TBA              | TBA              | TBA             |
| 7    | 第VII部（Part VII）  | 2017年3月3日  | 0.4/2                  | 2.07          | TBA             | TBA              | TBA              | TBA             |
| 8    | 第VIII部（Part VIII） | 2017年3月3日  | 0.4/2                  | 2.07          | TBA             | TBA              | TBA              | TBA             |